# Predodređenje
Predodređenje ili latinizam predestinacija (lat. praedestinatio) je učenje po kojem su sva događanja unaprijed predodređena sudbinom ili Božjom voljom. Predodređenost ne isključuje potpuno slobodnu volju i slobodu djelovanja, već ih samo ograničava i podređuje Božjoj volji i Božjoj milosti.

## Predodređenje u kršćanstvu
Predodređenje u kršćansko-teološkom smislu je Božja odluka po kojoj su neki ljudi unaprijed određeni za spasenje.
Učenje o predodređenju koje ne ovisi od ljudske slobodne volje nego od Božje milosti razvio je sveti Augustin u raspravi s Pelagijem kao posljedicu svoga učenja o istočnom grijehu. Kasnije je u katoličkoj crkvi ovo učenje odbačeno, odnosno potisnuo ga je rimski semi-pelagijanizam. Calvin je učenje o predodređenosti prihvatio kao dogmu i uveo u reformiranu crkvu. Danas ono u protestantizmu, a posebno kalvinizma, predstavlja jednu od dominantnih tema.

## Predodređenje u islamu
U islamu, vjerovanje u predodređenost (kader) podrazumijeva da je sveznajući Alah odredio sve što će se dogoditi. On je stvorio stvorenja prema svome praiskonskom znanju i mudrosti. Njemu je sve poznato i to je zapisano u Levhimahfuzu. Alah je htio da stvorenja postoje i on ih je stvorio i ništa se ne događa niti postoji bez njegove volje i stvaranja.